# Блэр, Мэри
Мэри Блэр (англ. Mary Blair, урождённая Мэри Робинсон, англ. Mary Robinson; 21 октября 1911, Мак-Алестер, Оклахома — 26 июля 1978, Сокел, Калифорния) — американская художница, известная созданием ряда образов для The Walt Disney Company. Блэр работала над эскизами для мультфильмов «Питер Пэн», «Золушка» и «Алиса в стране чудес». Ей принадлежит дизайн персонажей аттракциона It’s a Small World в парке Disneyland, сцены фиесты в El Rio del Tiempo в павильоне «Мексика» парка Epcot и огромной мозаики внутри Disney's Contemporary Resort. Несколько детских книг 1950-х годов с иллюстрациями Блэр до сих пор выпускаются, например, I Can Fly Рут Краусс. В 1991 году посмертно награждена премией Легенды Диснея.

## Биография
Мэри Брауни Робинсон родилась 21 октября 1911 года в городе Мак-Алестер, штат Оклахома. В раннем детстве она переехала в Техас, а затем, в возрасте семи лет, в Калифорнию. Закончив государственный колледж города Сан-Хосе, Мэри заработала право продолжить обучение в школе искусств в Лос-Анджелесе, где её учителями стали такие художники, как Прюэтт Картер, Морган Расселл и Лоуренс Мёрфи. В 1934 году Мэри вышла замуж за Ли Эверетта Блэра (1 октября 1911 — 19 апреля 1993), тоже художника и брата аниматора (1918—1994).
Вскоре Мэри и Ли Блэр устроились на работу к Абу Айверксу в его анимационную студию. Затем Ли перешел на работу в студию Хармана-Айсинга, прежде чем окончательно обосноваться у Уолта Диснея. В 1940 году примеру мужа последовала и Мэри Блэр.
На некоторое время оставив студию в 1941 году, по возвращении Мэри Блэр в числе других художников вместе Уолтом и Лилиан Дисней отправилась в Южную Америку с исследовательской миссией, выполняя программу Франклина Рузвельта «Good Neighbor». Во время путешествия Мэри и Ли работали над эскизами к полнометражным мультфильмам Saludos Amigos и The Three Caballeros, в титрах которых Мэри была указана как art supervisor. После этого Блэр работала над несколькими сборниками мультфильмов, включая Fun and Fancy Free, и двумя частично анимационными лентами Song of the South и So Dear to My Heart.
Начало 1950-х годов стало для студии Диснея крайне насыщенным: почти ежегодно выходили полнометражные мультфильмы, и Мэри Блэр была упомянута в титрах «Золушки» (1950), «Алисы в стране чудес» (1951) и «Питера Пэна» (1953). В этих фильмах, а также многих короткометражных мультфильмах этих лет, явственно ощущается влияние художественного стиля Блэр.
После завершения работы над «Питером Пэном», Мэри уволилась из студии Диснея и стала работать в качестве иллюстратора. Она участвовала в рекламных кампаниях Nabisco, Pepsodent, Maxwell House, Beatrice Foods и других фирм. Из под её кисти вышло несколько книг для издательства Simon & Schuster, часть которых до сих пор переиздается. Кроме того, Блэр создала рождественские и пасхальные декорации для Radio City Music Hall.
По просьбе Диснея, высоко ценившего художницу за чувство цвета, Мэри начала работу над аттракционом It’s a Small World. Он предназначался для Всемирной выставке 1964 года в Нью-Йорке, а по её окончании был перенесён в Диснейленд. Позднее копии аттракциона были изготовлены для Magic Kingdom в Walt Disney World Resort и Токийского, Парижского и Гонконгского Диснейленда.
В 1967 году Мэри Блэр выполнила оформление зданий в Стране будущего в парке Диснейленд. Её работа оставалась видна до 1998 года, пока при установке новых аттракционов оформление не было обновлено. В 1968 году имя Блэр было упомянуто в титрах экранизации мюзикла How To Succeed In Business Without Really Trying. В отеле Disney’s Contemporary Resort 27-метровая мозаика с 1971 года по сей день остается главной достопримечательностью.
Мэри Блэр скончалась 26 июля 1978 года от кровоизлияния в мозг. День её смерти совпал со днём смерти другого известного художника-мультипликатора — Уинзора Мак-Кея (1867—1934), создателя одного из первых мультипликационных героев — динозавра Герти.

## Наследие
Художественные работы, созданные Мэри Блэр вне ассоциации с Диснеем, не имеют широкой известности, однако, благодаря ярким цветам и смелым дизайнерским решениям служат источником вдохновения для многих современных художников и аниматоров.
Google почтил память Блэр 21 октября 2011 года, в день 100-летия художницы, разместив на стартовой странице свой логотип, стилизованный под её работы.

### Награды
- В 1991 году посмертно удостоена премии Легенды Диснея[3].
- В 1996 году награждена премией Уинзора Мак-Кея, учреждённой голливудским отделением Международной ассоциации анимационного кино.

## Краткая библиография
Мэри Блэр выполнила иллюстрации к следующим книгам:
- Baby’s House (автор Джилоло Мак-Хью) (1950)
- I Can Fly (автор Рут Краусс) (1951)
- The Golden Book of Little Verses (1953)
- The New Golden Song Book (1955)